# Euller Elias de Carvalho
Euller Elias de Carvalho (* 15. März 1971 in Felixlândia) ist ein ehemaliger brasilianischer Fußballspieler, der den größten Teil seiner Karriere bei brasilianischen Vereinen verbrachte, aber auch für japanische Vereine aktiv war.

## Karriere

### Karriere bis 2002
1991 begann er seine Karriere beim aus Verein América Mineiro, wo er für fünf Jahre unter Vertrag stand. Während der fünf Jahre nahm er an 13 Spielen teil und dabei ging der Ball fünf Mal ins Netz. Seine Karriere bei diesem  Verein beendete er 1999 er zum Verein FC São Paulo. Dabei nahm er an zwölf Spielen teil, und einmal schoss er ein Tor. Nachdem er den Vertrag mit dem Verein FC São Paulo kündigte, beschloss er bei dem Verein beizutreten. Er verbrachte von 1995 bis Ende des Jahres 1996 beim Verein Atlético Mineiro, wobei er im ersten Jahr an 20 Spielen teilnahm und dabei zwei Tore erzielte. Im darauffolgenden Jahr absolvierte er 22 Spielen, wovon er neun Mal ins Tor traf. Am Ende der zwei Saisonen kündigte er den Vertrag und unterzeichnete für das Jahr 1997 einen Vertrag beim Verein Palmeiras São Paulo, wo er 29 Spiele absolvierte und dabei sechs Tore für den Verein schoss. Für ein Jahr wechselte er zum japanischen Verein Tokyo Verdy, wo er an 16 Spielen teilnahm, zwölf Mal traf er das Tor. Danach unterschrieb er von 1998 bis 2000 erneut einen Vertrag beim Verein Palmeiras São Paulo. 1999 nahm er an zehn Spielen, welche alle torlos blieben. Im darauffolgenden Jahr beendete er den Vertrag und in der Saison 2000/01 absolvierte er insgesamt 22 Spiele bei dem Verein CR Vasco da Gama und schoss dabei acht Tore. Zuerst spielte er 2000 in acht Spielen mit, wobei er acht Bälle ins Tor befördern konnte. Im Jahr 2001 war er an 14 Liga-Spielen beteiligt und traf dabei acht Mal ins Tor. Kein Spiel bei dem Verein erreichte er im Jahr 2002 und beendete in diesem Jahr auch den Vertrag.

### Kashima Antlers (2002/03)
2002 unterschrieb er für die Saison einen Vertrag beim japanischen Verein Kashima Antlers, für die Saison 2002/03. Euller absolvierte 14 Liga-Spiele und traf dabei sieben Mal ins Tor. Im selben Jahr nahm er fünf Mal an Spielen des Kaiserpokal teil. Mit dem Verein stieg er bis zum Finale auf, doch dieses verloren sie.  Ebenfalls nahm er bei dem J. League Cup teil, wo der Verein Kashima Antlers Rekordsieger ist, gewann der Verein dieses Mal wieder. Euller war bei zwei Spielen aktiv, dabei schoss er insgesamt zwei Tore. Insgesamt nahm er an 21 Spielen teil, 13-mal gelang ihm ein Tor. Ähnlich erfolgreich war auch das nächste Jahr beim japanischen Verein. Dabei absolvierte er 22 Liga-Spiele und traf vier Mal ins Tor. Im Vorjahr nahm er zwar an weniger Spielen teil, erzielte 2002 aber mehr Tore. Das Gleiche gilt auch für den diesjährigen J. League Cup, wo er in diesem Jahr an drei Spielen teilnahm, jedoch einen Ball ins Netz beförderte. 2003 war er insgesamt an 25 Spielen beteiligt, dabei gelang es ihm, fünf Tore für den Verein zu erzielen.
Während der Saison nahm er an 36 Spielen teil, erzielte elf Tore. 2002 nahm er beim Kaiserpokal teil, in beiden Jahren nahm er an dem J. League Cup teil.

### Karriere ab 2003
2004 kehrte er wieder zu einem brasilianischen Verein zurück. Beim Verein AD São Caetano war er für dieses Jahr aktiv, wo er an 35 Spielen teilnahm, dabei schoss er drei Bälle ins Tor. Im nächsten Jahr, 2005, wechselte er zum Verein Atlético Mineiro, wo er 27 Spiele absolvierte und sieben Mal dem Ball im Netz traf. In der Saison 2006/07 stand er beim Verein América Mineiro aktiv. Doch dort war er zunächst an keinen Spielen beteiligt. Daher beendete er für das restliche Jahr den Vertrag und wechselte zum Verein Tupynambás FC. Dort nahm er
ebenfalls an keinem Spiel teil und wechselte 2008 wieder zum Verein América Mineiro, dieses Mal nahm er an 13 Spielen teil, wovon er zwei Tore schoss. Im Jahr 2011 kündigte er den Vertrag und beendete seine Karriere.

### Nationalmannschaft
Von 2000 bis 2001 war er in der brasilianischen Fußballnationalmannschaft aktiv. 2000 nahm er an seinem ersten Spiel teil, wo er auch sofort ins Tor traf. Im darauffolgenden Jahr absolvierte er fünf Spiele, dabei schoss er zwei Tore. Insgesamt nahm er in der Saison 2000/01 an sechs Spielen teil, wobei er drei Tore erzielte.

## Erfolge
América Mineiro
- Staatsmeisterschaft von Minas Gerais: 1993
- Série C: 2009

São Paulo
- Recopa Sudamericana: 1994

Atlético Mineiro
- Staatsmeisterschaft von Minas Gerais: 1995

Palmeiras
- Copa Libertadores: 1999
- Torneio Rio-São Paulo: 2000

Vasco da Gama
- Copa Mercosur: 2000
- Campeonato Brasileiro de Futebol: 2000

Kashima Antlers
- J.League Cup: 2002
- A3 Champions Cup: 2003

São Caetano
- Staatsmeisterschaft von São Paulo: 2004